# Colm Bairéad
Colm Bairéad [kɔɫəm bʷaɾʲeːd̪] (* 1981 in Dublin) ist ein irischer Filmregisseur und Drehbuchautor.

## Leben
Colm Bairéad wurde 1981 in Dublin geboren, wo er zweisprachig englisch und irisch aufwuchs. Er studierte am Dublin Institute of Technology Film und Rundfunk. Seinen ersten Kurzfilm Mac an Athar (engl. His Father’s Son) stellte er nach seinem Studium beim Galway Film Festival und bei verschiedenen weiteren Filmfestivals weltweit vor. Bairéad arbeitete für den irischsprachigen TV-Sender TG4 und drehte mehrere Filme in irischer Sprache. Im Jahr 2012 gründete er mit Cleona Ní Chrualaoi die Produktionsfirma Inscéal.
Die Premiere seines Spielfilmdebüts The Quiet Girl, in dem ebenfalls zu einem großen Teil Irisch gesprochen wird, erfolgte im Februar 2022 im Rahmen der Filmfestspiele in Berlin, wo der Film in der Sektion Generation gezeigt wurde. The Quiet Girl wurde von Irland als Beitrag für die Oscarverleihung 2023 in der Kategorie Bester Internationaler Film eingereicht und später auch nominiert.
Ende Juni 2023 wurde Bairéad Mitglied der Academy of Motion Picture Arts and Sciences.

## Filmografie
- 2003: Screwed (Kurzfilm, Regie und Drehbuch)
- 2005: Mac an Athar (Kurzfilm, Regie und Drehbuch)
- 2009: Finscéal Pháidí (Kurzfilm, Regie und Drehbuch)
- 2010: An tÁdh (Kurzfilm)
- 2011: Finding the Footprints – A Look Back at Mise Éire (Dokumentarfilm)
- 2012: Páirtnéir (Kurzfilm)
- 2013: An Ceoldráma (Dokuserie)
- 2015: The Joy (Dokuserie)
- 2016: Frank O’Connor – Idir Dhá Shruth (Dokumentarfilm)
- 2018: Murdair Mhám Trasna (Dokumentarfilm, Regie und Drehbuch)
- 2020: McGuinness (Dokumentarfilm)
- 2022: The Quiet Girl (An Cailín Ciúin, Regie und Drehbuch)

## Auszeichnungen
British Academy Film Award
- 2023: Nominierung als Bester fremdsprachiger Film (The Quiet Girl)
- 2023: Nominierung für das Beste adaptierte Drehbuch (The Quiet Girl)

Dublin International Film Festival
- 2022: Auszeichnung als Bester irischer Spielfilm (The Quiet Girl)
- 2022: Auszeichnung mit dem Aer Lingus Discovery Award (The Quiet Girl)[6]

Irish Film and Television Award
- 2014: Nominierung für die Beste Regie – Fernsehen (An Ceoldráma)[7]
- 2018: Nominierung für das Beste irischsprachige Format (Frank O’Connor: Idir Dhá Shruth)
- 2022: Auszeichnung für die Beste Regie (The Quiet Girl)
- 2022: Auszeichnung als Rising Star[8]

Savannah Film Festival
- 2006: Auszeichnung für die Beste Regie bei einem Kurzfilm (Mac an Athar)[9]

Semana Internacional de Cine de Valladolid
- 2022: Auszeichnung mit der Silbernen Ähre (The Quiet Girl)
- 2022: Auszeichnung mit dem Publikumspreis (The Quiet Girl)[10]